# افجان
افجان، از قدیمی ترین روستاهای بخش کرون شهرستان تیران و کرون در استان اصفهان ایران است.

## جمعیت
این روستا در دهستان کرون سفلی قرار دارد و براساس سرشماری مرکز آمار ایران در سال ۱۳۸۵، جمعیت آن ۱٬۵۷۲ نفر (۴۰۷خانوار) بوده‌است.  در سرشماری سال ۱۳۹۵ به دلیل ضعف در سرشماری  و عدم‌ ثبت صحیح به اشتباه جمعیت ۱۴۹۱ نفر قید شده است.  جمعیت فعلی روستا طبق اعلام مرکز بهداشت  ۱۷۰۰ نفر می باشد. 